# بورلیا بورگدورفری
بورلیا بورگدورفری (نام علمی: Borrelia burgdorferi) نام یک گونه از راسته اسپیروکت و از جنس بورلیا است. این گونه باکتری گرم منفی مهمترین عامل بیماری لایم (Lyme disease) در آمریکا است. بیماری لایم نوعی عفونت اسپیروکتی چندسیستمی است. عامل آن بورلیا بورگدورفری به وسیله نیش کنه ایگزودس به انسان منتقل می‌شود. بورلیاها ظاهری خمیده و دراز دارند.
بورلیا بورگدوفری تنها موجود زنده‌ی شناخته شده‌ای است که در شیمی پایه زندگی اش به آهن نیازی ندارد.
طول بورلیا بورگدورفری بین ۱۵ تا ۲۰ میکرومتر است.